# Olan Coleman
Olan Coleman (* 29. Juli 1980) ist ein ehemaliger US-amerikanischer Sprinter.
2003 belegte er mit der US-Mannschaft bei den Panamerikanischen Spielen in Santo Domingo den ersten Platz in der 4-mal-100-Meter-Staffel, wurde aber disqualifiziert, weil seinem Teamkollegen Mickey Grimes Doping mit Ephedrin nachgewiesen wurde.

## Persönliche Bestzeiten
- 60 m (Halle): 6,76 s, 17. Januar 2004, Houston
- 100 m: 10,23 s, 24. Mai 2003, Edwardsville
- 200 m: 20,57 s, 24. Mai 2003, Edwardsville